# Svitlana Shmidt
Svitlana Shmidt (née le 20 mars 1990 à Mariupol) est une athlète ukrainienne, spécialiste du 3 000 m steeple.

## Biographie
Svitlana Shmidt remporte la médaille d'argent du 3 000 m steeple à l'occasion des Championnats d'Europe d'Helsinki, terminant derrière la Turque Gülcan Mıngır et devant l'Allemande Antje Möldner-Schmidt dans le temps de 9 min 33 s 03.

### Palmarès
| Date | Compétition                    | Lieu     | Résultat | Épreuve     | Temps        |
| ---- | ------------------------------ | -------- | -------- | ----------- | ------------ |
| 2012 | Championnats du monde en salle | Istanbul | 9e       | 3 000 m     | 9 min 3 s 99 |
| 2012 | Championnats d'Europe          | Helsinki | finale   | 3 000 m st. | DQ           |
| 2013 | Universiade                    | Kazan    | finale   | 3 000 m st. | DQ           |

### Records
| Épreuve         | Performance   | Lieu  | Date         |
| --------------- | ------------- | ----- | ------------ |
| 3 000 m steeple | 9 min 31 s 16 | Yalta | 16 juin 2012 |